# Bakháza
Bakháza je malá vesnice v Maďarsku v župě Somogy, spadající pod okres Nagyatád. Nachází se blízko chorvatských hranic, asi 12 km jižně od Nagyatádu. V roce 2015 zde žilo 184 obyvatel. Dle údajů z roku 2011 tvoří 95 % obyvatelstva Maďaři, 12,8 % Romové a 0,6 % Slováci.
Sousedními obcemi jsou vesnice Háromfa a město Nagyatád.